# Gesneria cubensis
Gesneria cubensis är en tvåhjärtbladig växtart som först beskrevs av Joseph Decaisne, och fick sitt nu gällande namn av Henri Ernest Baillon. Gesneria cubensis ingår i släktet Gesneria och familjen Gesneriaceae.

## Underarter
Arten delas in i följande underarter:
- G. c. cubensis
- G. c. truncata